# Tkanka chrzęstna włóknista

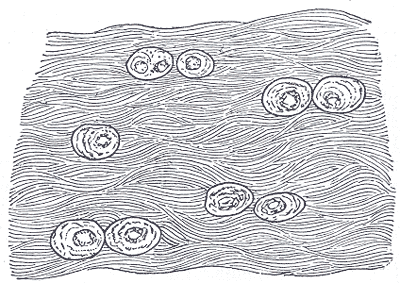
Rysunek przedstawiający tkankę chrzęstną włóknistą

Tkanka chrzęstna włóknista – rodzaj tkanki łącznej chrzęstnej, który zawiera liczne włókna kolagenowe (kolagen typu I) ułożone w gęste, równoległe, jodełkowate pęczki. Pomiędzy nimi znajdują się pojedyncze, lub ułożone w liniowe grupy izogeniczne, chondrocyty produkujące kolagen typu II. Macierz chrząstki zawiera także duże ilości siarczanu chondroityny i siarczanu dermatanu. Dzięki dużej zawartości kolagenu typu I jest bardziej odporna na rozciąganie i barwi się bardziej kwasochłonnie niż tkanka chrzęstna szklista i sprężysta. Tworzy połączenia ścięgien i więzadeł z kośćmi, spojenie łonowe, krążki międzykręgowe w kręgosłupie. Zawsze jest związana z chrząstką szklistą lub sprężystą. Nie jest pokryta ochrzęstną. 